# أحمد قائد معصار
أحمد بن قائد معصار (1926 - 1955 ) عسكري وثائر يمني ولد في قرية المعمر ، مديرية همدان ، محافظة صنعاء ، نشأ في قرية المعمر، من ناحية همدان، شمالي مدينة صنعاء، وهو من ثوار حركة إنقلاب 1955م التي حاولت الإطاحة بالإمام أحمد يحيى حميد الدين، وإقامة أخيه عبد الله يحيى حميد الدين مكانه إمامًا على اليمن.وقتل في ميدان الشهداء، في مدينة تعز.

## حياته وأدواره
درس في (دار الأيتام) في مدينة صنعاء، ثم التحق بالكلية الحربية، ثم التحق بالجيش.

## إنقلاب 1955
شارك المقدم أحمد الثلايا، في الإعداد العسكري لهذه الحركة، وتولى قيادة معسكر صالة، في مدينة تعز، وعند احتدام القتال بين الثوار، وجيش الإمام أحمد، احتاج الثوار إلى ذخيرة، فسارع إلى فتح مخازن الذخيرة لهم؛ فكان موقفه هذا سبب إعدامه، بعد أن ألقي القبض عليه، بعد فشل هذه الثورة.